# Romulus von Fiesole
Romulus von Fiesole war ein christlicher Diakon in Fiesole. Seine genaue Lebenszeit ist unbekannt und auch seine Lebensgeschichte ist durch spätere legendäre Überformung kaum mehr zuverlässig zu rekonstruieren.
Die Passio des Romulus entstammt dem 11. oder 12. Jahrhundert. Sie berichtet davon, dass Romulus wie sein Namensvetter, der Gründer Roms, von Wölfen großgezogen worden sei. Er sei dann von Petrus selbst zuerst zum Bischof von Sutri und Nepi und später von Fiesole bestimmt worden und habe auch in Bergamo, Brescia und anderen Städten zahlreiche Menschen zum Christentum bekehrt. Schließlich habe er, gemeinsam mit einer Reihe von Gefährten, unter Kaiser Domitian den Märtyrertod erlitten. Die erste schriftliche Nachricht, die über Romulus existiert, ist allerdings eine Inschrift, die erst im 5. oder 6. Jahrhundert in der Peters-Basilika von Fiesole entstand und die lediglich davon spricht, dass Romulus als Diakon und Lektor in Fiesole gewirkt habe. Es ist möglich, dass Romulus tatsächlich erst in der Spätantike gelebt hat und die Verbindung zu Petrus eine spätere Erfindung ist, um der christlichen Gemeinde von Fiesole ein möglichst hohes Alter zu geben.

## Verehrung
Im Jahre 1028 wurden Gebeine, die als die des Romulus bezeichnet wurden, in den Dom von Fiesole übertragen, wo sie seither als Reliquien verehrt werden. Gedenktag des Heiligen ist der 6. Juli.